# Gerde's Folk City
Gerde's Folk City was een uitgaansgelegenheid in de New Yorkse wijk Greenwich Village. Net als Café Wha? en The Bitter End was Gerde's Folk City in de jaren zestig een populaire plek voor folkmusici en -liefhebbers.

## Geschiedenis
In 1959 kocht de Italiaanse ondernemer Mike Porco een café–restaurant genaamd Gerde's en doopte het om tot Gerde's Fifth Peg. Het was oorspronkelijk gevestigd op de hoek van 11th Street en West 4th Street. Sinds 1970 tot de sluiting in 1987 bevond het zich aan de 3rd Street. Izzy Young, die eerder in dezelfde buurt het Folklore Center oprichtte, kwam met het idee om in Gerde's folkartiesten te laten optreden. Naast betaalde optredens (zoals in april 1961 John Lee Hooker met Bob Dylan in het voorprogramma) was op maandag open avond. Rond een uur of zeven 's avonds konden muzikanten hun naam op een lijst zetten en om tien uur begonnen de optredens. In de kelder van het gebouw werd geoefend en gejamd.

## Optredens
In Gerde's Folk City hebben onder meer de volgende artiesten opgetreden:
- Jean Ritchie[4]
- Brownie McGee[2]
- Cisco Houston[2]
- The Weavers[2]
- Bob Dylan[2]
- John Lee Hooker[2]
- Judy Collins[2]
- Joan Baez[2]

- Tom Paxton[2]
- Ramblin' Jack Elliott[2]
- Dave Van Ronk[2]
- Doc Watson[2]
- Phil Ochs[2]
- Emmylou Harris[2]
- Arlo Guthrie[2]
- Peter, Paul and Mary[5]

- Roger Sprung[3]
- The Greenbriar Boys[3]
- The Dillards[3]
- New Lost City Ramblers[3]
- Paul Simon[6]
- Bob Gibson[7]
- David Crosby[7]
- Ian & Sylvia[8]